# Issoria sinha
Issoria sinha är en fjärilsart som beskrevs av Vincenz Kollar 1848. Issoria sinha ingår i släktet Issoria och familjen praktfjärilar. Inga underarter finns listade i Catalogue of Life.